# モラーヌ・ソルニエ AI
モラーヌ・ソルニエ AI
- 用途：戦闘機/練習機
- 製造者：モラーヌ・ソルニエ
- 運用者**フランス空軍
  - アメリカ陸軍
  - 日本陸軍
- 初飛行：1917年8月
- 生産数：1,210機[1]

モラーヌ・ソルニエ AI（Morane-Saulnier AI）は、第一次世界大戦当時にフランスのモラーヌ・ソルニエによって生産されたパラソル翼の戦闘機。練習機型が日本にも輸出された。

## 開発と設計
AIは時代遅れとなったモラーヌ・ソルニエ Nの後継機として開発された。エンジンは前方が開いた円形のカウリングで覆われていた。パラソル式の主翼には後退角がつけられていた。胴体の円形断面の部分の縦通材と肋材は木製、後部は羽布張りで、張線で補強されていた。生産型は、機関銃1挺装備のタイプがMoS 27、2挺装備のものがMoS 29と呼ばれた。

## 運用歴
AIを装備する数個の飛行小隊が編成されたが、1918年5月中旬までにそのほとんどがSPAD XIIIに機種変更した。AIは高等練習機となりMoS 30という呼称が与えられた。
アメリカのヨーロッパ派遣軍は51機のMoS 30を戦闘練習機として購入した。
1922年（大正11年）、日本陸軍がMoS 30を5機輸入した。一部は民間に払い下げられ、美保松原根岸飛行場所属の1機は曲技機として有名になった。

## 派生型
MoS 27（戦闘機）
7.7 mmビッカース機銃1挺、グノーム・モノスーパープ 9NIロータリーエンジン装備。
MoS 29（戦闘機）
7.7 mmビッカース機銃2挺、グノーム・モノスーパープ9NIロータリーエンジン装備。
MoS 30（高等練習機）
120 馬力のル・ローヌ9Jbまたは135 馬力のル・ローヌ9Jbyロータリーエンジン装備。
MoS 30bis
MoS 30のル・ローヌ9Jbyエンジンの出力を90馬力に低下させたタイプ。

## 運用者
- フランス - 空軍 第156、158、161飛行小隊
- アメリカ合衆国 - ヨーロッパ派遣軍
- スイス
- ソビエト連邦
- 日本 - 陸軍
- ベルギー

## 現存機
フランスのラ・フェルテ・アライ（La Ferté-Alais）のジャン・サリーが飛行可能状態のAIを3機保有している。

## 性能諸元（MoS 27）

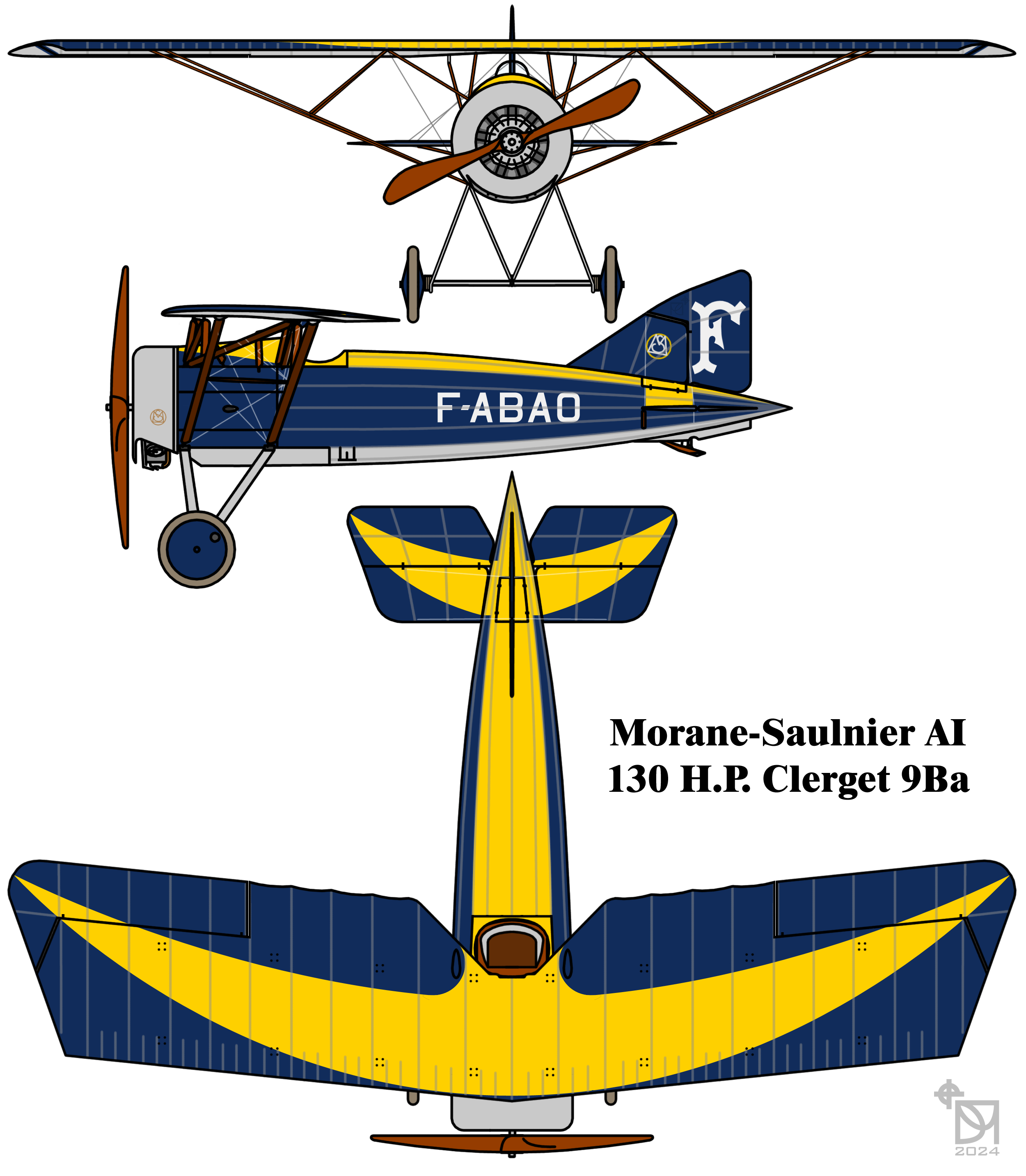
Morane-Saulnier MS.30E.1 or AI

出典: Holmes, 2005. p 36
諸元
- 乗員: 1
- 全長: 5.65 m
- 全高: 2.40 m
- 翼幅: 8.51 m
- 空虚重量: 414 kg
- 運用時重量: 674 kg
- 動力: グノーム・モノスーパープ 9Nb 、112 kW （150 hp）   × 1

性能
- 最大速度: 221 km/h
- 航続距離: 1時間45分
- 実用上昇限度: 7,000 m

武装
- 固定武装: ビッカース7.7 mm（0.303インチ）機銃1挺または2挺（コックピット前）